# John Monckton
John James Monckton (* 28. Oktober 1938 in Armidale, New South Wales; † 29. Juni 2017) war ein australischer Schwimmer. Er gewann bei den Olympischen Sommerspielen 1956 die Silbermedaille über 100 Meter Rücken. Obwohl er zahlreiche Weltrekorde schwamm, gewann er nie eine Goldmedaille bei Olympischen Spielen.

## Karriere

### Olympische Sommerspiele 1956
Monckton, der eine Ausbildung zum Tischler begann, war der Topfavorit auf den Gewinn der Goldmedaille bei den Olympischen Sommerspielen 1956, weil er beim nationalen Mannschaftskampf in Townsville vor den Spielen der erste Mensch war, der 400 Meter Rücken in unter fünf Minuten schwamm. Außerdem setzte er Weltrekorde über 110 und 220 Yards Freistil.
Bei den Olympischen Spielen 1956 gewann er allerdings nur die Silbermedaille, obwohl er im Vorlauf und im Halbfinale mit 1:04,1 min bzw. 1:03,4 min die schnellste Zeit schwamm. Er unterlag im Finale seinem Mannschaftskollegen David Theile. Monckton schwamm mit 1:03,2 min rund eine Sekunde langsamer als Theile (1:02,2 min).

### Commonwealth Games 1958
Nachdem Theile sich eine Auszeit nahm, um sich seinem Medizinstudium zu widmen, dominierte John Monckton die Schwimmszene bei den Commonwealth Games 1958. Dort gewann er Gold über 110 Yards Rücken und mit der 4 × 110-Yards-Lagenstaffel.

### Olympische Sommerspiele 1960
Monckton bereitete sich nun für die nächsten Olympischen Sommerspiele 1960 in Rom vor. Wieder dominierte er die Vorläufe, in denen er wieder den ersten Platz erreichte. Hiernach baute er allerdings ab, erreichte im Halbfinale nur Platz 4 und im Finale schließlich nur noch Platz 7. Allerdings misslang ihm die Wende und er brach sich einen Finger. Nach den Olympischen Sommerspielen 1960 erhöhte Monckton sein Trainingspensum, in der Hoffnung die Olympischen Sommerspiele 1964 zu erreichen, aber er schaffte dies nicht, nachdem sich seine Leistung verschlechterte.